# Anton Carenko
Anton Oleksandrovyč Carenko (in ucraino Антон Олександрович Царенко?; Popivka, 17 giugno 2004) è un calciatore ucraino, centrocampista del Lechia Danzica in prestito dalla Dinamo Kiev.

## Caratteristiche tecniche
È un centrocampista offensivo.

## Carriera

### Club
Cresciuto calcisticamente nelle giovanili della Dinamo Kiev, esordisce in Prem"jer-liha nel 2023 contro l'Inhulec'.
Nel 2024 viene ceduto in prestito ai polacchi del Lechia Danzica.

### Nazionale
Vanta 11 presenze e tre reti con le nazionali giovanili ucraine.

## Statistiche

### Presenze e reti nei club
Statistiche aggiornate al 24 maggio 2025.
| Stagione           | Squadra            | Campionato         | Campionato | Campionato | Coppe nazionali | Coppe nazionali | Coppe nazionali | Coppe continentali | Coppe continentali | Coppe continentali | Altre coppe | Altre coppe | Altre coppe | Totale | Totale | Totale |
| Stagione           | Squadra            | Comp               | Pres       | Reti       | Comp            | Pres            | Reti            | Comp               | Pres               | Reti               | Comp        | Pres        | Reti        | Pres   | Reti   |        |
| ------------------ | ------------------ | ------------------ | ---------- | ---------- | --------------- | --------------- | --------------- | ------------------ | ------------------ | ------------------ | ----------- | ----------- | ----------- | ------ | ------ | ------ |
| 2022-2023          | Dinamo Kiev        | PL                 | 11         | 1          |                 | -               | -               | UCL+UEL            | 2+0                | 0                  |             | -           | -           | 13     | 1      |        |
| 2023-2024          | Dinamo Kiev        | PL                 | 7          | 1          | KU              | 0               | 0               | UEC                | 1                  | 0                  |             | -           | -           | 8      | 1      |        |
| Totale Dinamo Kiev | Totale Dinamo Kiev | Totale Dinamo Kiev | 18         | 2          |                 | 0               | 0               |                    | 3                  | 0                  |             | -           | -           | 21     | 2      |        |
| 2024-2025          | Lechia Danzica     | E                  | 29         | 2          | PP              | 1               | 0               |                    | -                  | -                  |             | -           | -           | 30     | 2      |        |
| Totale carriera    | Totale carriera    | Totale carriera    | 47         | 4          |                 | 1               | 0               |                    | 3                  | 0                  |             | -           | -           | 51     | 4      |        |